# 西涧街道
西涧街道位於現在中國安徽省滁州市區，按中華人民共和國的區域規劃，屬第四級的街道辦事處。原为南谯区南谯街道，2010年五月划入琅琊区，并更名为西涧街道。